# Aldeia Jaraguá
Aldeia Jaraguá é uma aldeia indígena do povo potiguara, localizada na Terra Indígena Potiguara de Monte-Mor, município de Rio Tinto, no estado brasileiro da Paraíba. Sua população é de 700 habitantes.